# Haru kuru oni
Haru kuru oni (春来る鬼?), conosciuto anche come The Demon Comes in Spring, è un film del 1989 diretto da Akira Kobayashi.

## Trama
Una giovane donna e un giovane uomo fuggono con una barca durante il giorno del matrimonio forzato della ragazza con un altro uomo. A causa di una tempesta finiscono portati dalle onde su un'isola che gli abitanti del villaggio chiamavano "Oni no Misaki". Vengono trovati dagli abitanti di un villaggio ma la loro antica usanza dice che gli estranei per essere accettati nel villaggio devono superare tre prove.